# Podolany (województwo świętokrzyskie)
Podolany – wieś w Polsce położona w województwie świętokrzyskim, w powiecie kazimierskim, w gminie Kazimierza Wielka.
| SIMC    | Nazwa | Rodzaj    |
| ------- | ----- | --------- |
| 0242111 | Lelin | część wsi |

W latach 1975–1998 miejscowość położona była w województwie kieleckim.

## Zabytki
Pozostałości parku z przełomu XVIII/XIX w., przebudowanego w 1 ćw. XX w., wpisane do rejestru zabytków nieruchomych (nr rej.: A.195 z 10.12.1957).